# Maximilian Weigend
Maximilian Weigend (Erbendorf, 25 september 1969) is een Duitse botanicus.
Tussen 1989 en 1991 studeerde hij biologie aan de Universität Regensburg in Beieren. In 1992 en 1993 studeerde hij botanie aan de universiteit van Natal in Pietermaritzburg (Zuid-Afrika), wat hij afsloot met het behalen van zijn Bachelor of Science. In 1997 promoveerde hij magna cum laude aan de Ludwig-Maximilians-Universität München op het proefschrift Nasa and the conquest of South America, dat handelt over de plantenfamilie Loasaceae. In 1999 en 2000 had hij een aanstelling als postdoc bij de New York Botanical Garden.
Sinds 1999 is Weigend manager van botconsult GmbH, een adviesbureau dat botanische expertise levert voor commerciële toepassingen. Sinds 2000 is hij tevens wetenschappelijk assistent bij het Institut für Biologie - Systematische Botanik und Pflanzengeographie van de Freie Universität Berlin.
Weigend houdt zich bezig met botanisch onderzoek op verschillende terreinen. Tussen 1990 en 1994 heeft hij zich beziggehouden met floristisch onderzoek in noordelijk Beieren. Momenteel richt hij zich met name op botanisch onderzoek met betrekking tot de neotropen en biodiversiteit. Hij heeft een webpagina met betrekking tot de familie Loasaceae opgezet.
Weigend is (mede)auteur van artikelen in botanische tijdschriften als Annals of the Missouri Botanical Garden, Brittonia, Novon en Systematic Botany. Hij is de (mede)auteur van meer dan honderdvijftig botanische namen. Hij participeert in de Flora Mesoamericana, een samenwerkingsproject dat is gericht op het in kaart brengen en beschrijven van de vaatplanten van Meso-Amerika. Tevens is hij verbonden aan de Organization for Flora Neotropica (OFN), een organisatie die als doel heeft om een gepubliceerd overzicht te geven van de flora van de neotropen. Voor zijn werk heeft hij meerdere onderscheidingen ontvangen. In 1998 heeft Cajamarca (Peru) hem benoemd tot ereburger van de stad vanwege zijn onderzoekswerk aan de Peruaanse flora.